# Pinus roxburghii
Espèce
Statut de conservation UICN

 LC  : Préoccupation mineure
Pinus roxburghii est une espèce de conifères de la famille des Pinaceae.

## Répartition

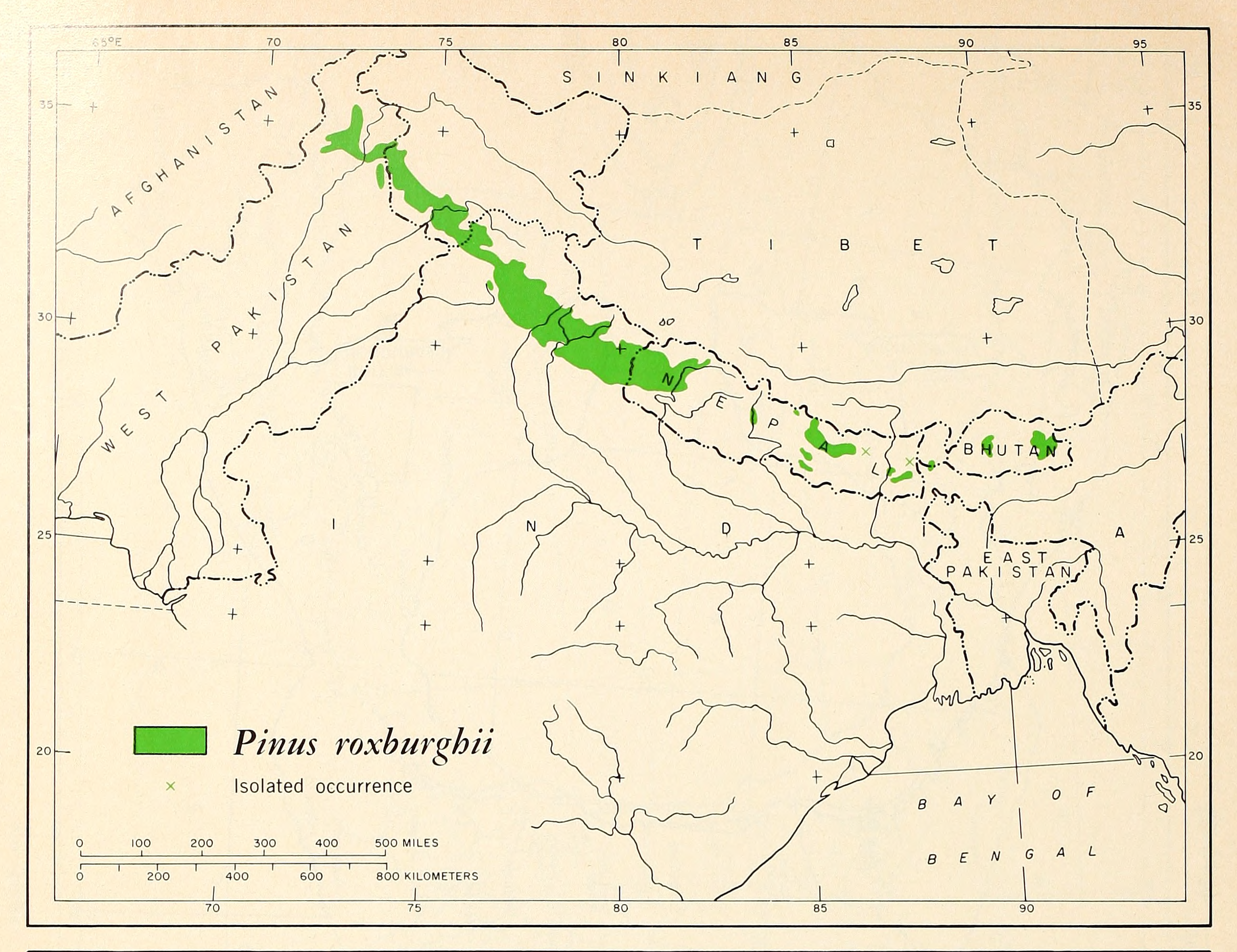
Carte de répartition de Pinus roxburghii.

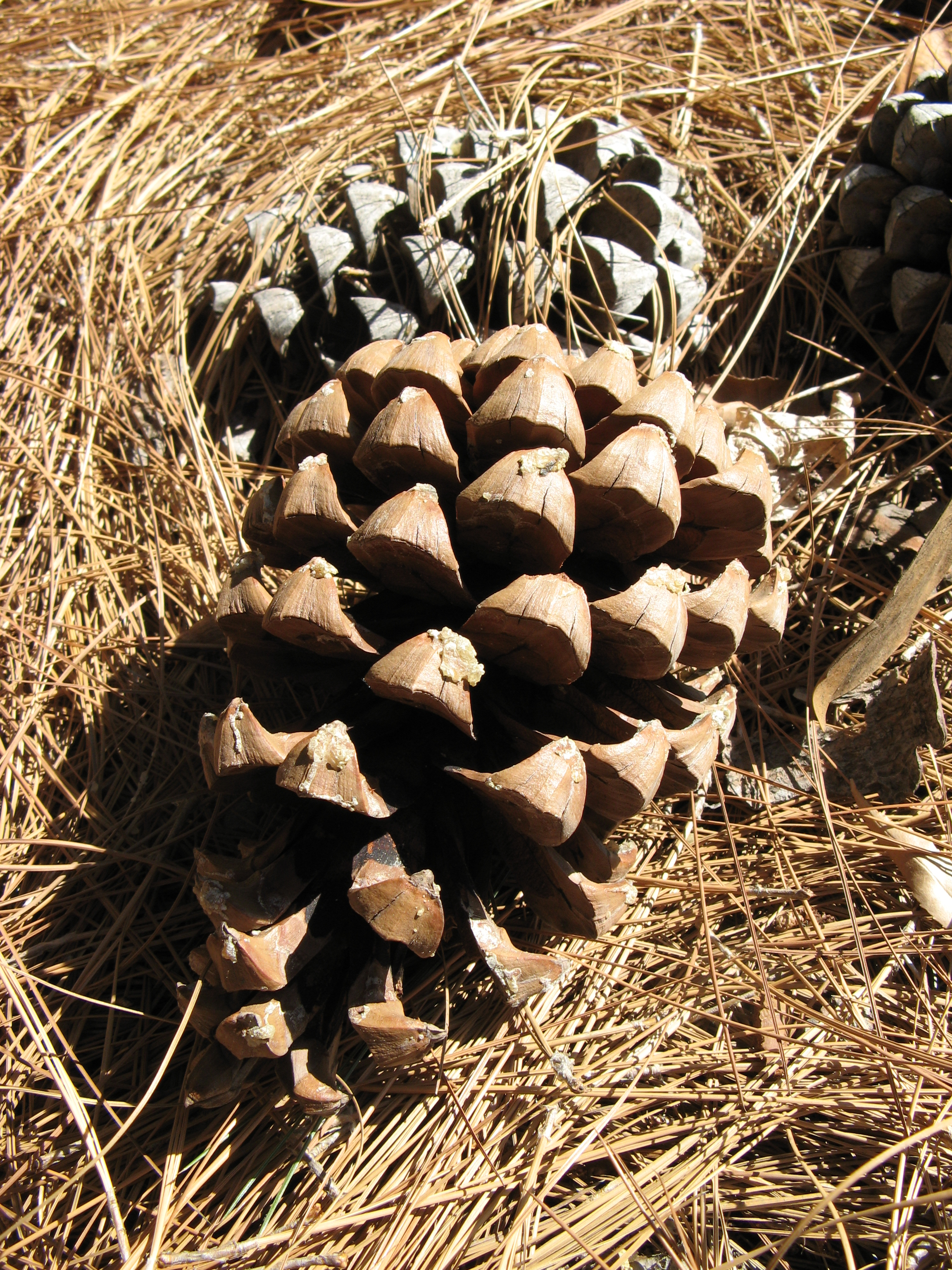
Cônes de Pinus roxburghii.

Pinus roxburghii se trouve dans l’Himalaya, du Pakistan au Népal et au Bhoutan, en passant par le Cachemire et le nord de l’Inde. 